# ناعومي حزان
ناعومي حزان (بالعبرية: נעמי חזן، مواليد 18 نوفمبر، 1948) هي أكاديمية إسرائيلية وسياسية سابقة. تترأس الآن منظمة الصندوق الجديد لإسرائيل. تعرضت شخصيًا للانتقاد من قبل اليمين الإسرائيلي، لأنها تترأس هذه المنظمة التي دعمت ماديًا ما يقول اليمين الإسرائيلي أنه 16 منظمة مدنية إسرائيلية تعنى بحقوق الإنسان، إذ قدمت هذه المنظمات معلومات ووثائق إلى بعثة الأمم المتحدة لتقصي الحقائق في نزاع غزة، ما اعتبره اليمين عملًا ضارًا بمصالح الدولة. وقد نُشر في صحيفة معاريف الإسرائيلية إعلان ضد منظمة الصندوق الجديد، فيه تظهر ناعومي حزان برأس وحيد القرن.